# Хатанга (порт)
Порт Хатанга — морской порт посёлка Хатанга, расположенный на правом берегу реки Хатанга, впадающей в Хатангский залив моря Лаптевых, в 115 милях от устья реки.
Морской порт является замерзающим, ледокольная проводка в порту не осуществляется. Навигация в морском порту проходит в период с июля по сентябрь.

## История
В 1934—1935 годах в бассейне реки Хатанга для исследования возможности судоходства работали две гидрографических экспедиции. После положительных заключений по итогам работ экспедиций уже в августе 1936 года в район будущего порта прибыло первое судно. 28 февраля 1939 года Правительством СССР было принято решение об организации на реке Хатанга Речного агентства с базированием в селе Хатанга. Организация на реке Хатанга водно-транспортного предприятия способствовала значительному экономическому росту района. В 1952 году впервые в Хатангу вошло морское судно, что создало предпосылку для образования крупного морского порта, так как с началом постоянного захода морских судов с грузами возник вопрос об организации их обработки и обслуживания.
25 декабря 1954 года приказом Министра Морского флота № 154 на базе Хатангской речной конторы был образован Хатангский арктический морской порт. Первоначально в порту было построено 2 деревянных причала. Однако с резким увеличением грузопотока потребовалось создание капитальных сооружений, и с 1975 года, на базе списанных металлических барж, были построены 4 причала. В 1986 году был сдан в эксплуатацию 5 причал.
В 2006 году предприятие было реорганизовано в ЗАО «Хатангский морской торговый порт». В настоящее время это единственное предприятие, осуществляющее водные перевозки в бассейне рек Хатанга, Хета и Котуй в восточной части Таймырского полуострова.

## Производственная инфраструктура
Порт располагает открытой складской площадкой 17500 м². В разгрузке задействуются: 3 плавкрана, 3 гусеничных крана, 1 автомобильный кран, 6 автопогрузчиков.

## Портофлот
| Название           | Грузоподъёмность, т. | Назначение              | Год постройки | Место постройки |
| ------------------ | -------------------- | ----------------------- | ------------- | --------------- |
| «Владимир Русанов» | 16000                | нефтяной танкер         | 1994          |                 |
| «Ермак»            | 7000                 | генгруз                 | 1999          | Мальта          |
| «Георгий Ушаков»   | 7000                 | генгруз                 | 2001          | Гданьск         |
| «Борис Вилькицкий» | 6500                 | нефтяной танкер         | 1992          | Германия        |
| «Нордвик»          | 5000                 | танкер класса река-море | 1985          | Болгария        |
| «Пётр Анохин»      | 3300                 | сухогруз                | 1989          | Португалия      |
| «Сормовский 3066»  | 3300                 | сухогруз                | 1990          | Португалия      |
| «Сергей Асямов»    | 3200                 | сухогруз                | 1990          |                 |
| «Харитон Лаптев»   | 1450                 | сухогруз                | 1974          | Жигалово        |
| «Анабар»           | 600                  | сухогруз-наливник       | 1986          | Жигалово        |
| «Лена»             | 600                  | сухогруз-наливник       | 1987          | Жигалово        |
| «Созидательный»    |                      | морской буксир          | 1959          | Далянь          |

Также имеются буксиры (5 шт), баржи и несколько пассажирских катеров.

## Терминалы
Общее количество причалов — 5.
Основные операторы морских терминалов:
- Хатангский морской торговый порт — 5